# Hans-Joachim Riegenring
Hans-Joachim Riegenring (* 21. März 1924 in Berlin; † 10. Januar 2002) war ein deutscher Schriftsteller, vor allem Satiriker.

## Leben und Werk
Riegenring war Kind einer Berliner Arbeiterfamilie. Diese zog 1930 aus Berlin nach Eggersdorf. In den 1950er Jahren studierte Riegenring Musik am Städtischen Konservatorium in Westberlin. Um Geld zu verdienen, arbeitete er daneben zunächst bis zu dessen Einstellung 1953 als Reporter für den Ostberliner Nachtexpress. Ab 1955 schrieb er vor allem für das Satireblatt Eulenspiegel, aber auch andere Zeitschriften wie Neue Berliner Illustrierte und FRÖSI.
Riegenring entschied sich dann gegen eine subalterne berufliche Zukunft als Musiker und begab sich ganz auf das literarische Gebiet. Er schrieb u. a. Kurzgeschichten, Drehbücher, Chansons und Bühnenstücke und wurde zu einem der bekanntesten und beliebtesten literarischen Alltagshumoristen der DDR, insbesondere mit seinen Publikationen beim Eulenspiegel-Verlag. Er schrieb Texte u. a. auch für Rolf Herricht, betätigte sich als Liedtexter, so von Unerhörtes Liebeslied (1984 als Schallplatte von Amiga mit Evelyn Heidenreich), und als Drehbuchautor (u. a. 1983 für den DEFA-Fernsehfilm Frühstück im Bett).
Riegenrings Texte zeigen oft auf menschliche Schwächen, vermeiden aber bei aller häufig überraschenden Offenheit Häme und zeigen weise Nachsicht.
Mit der deutschen Wiedervereinigung brachen für Riegenring wie für viele andere Autoren der DDR die meisten Auftraggeber weg. Ab 1990 war er verantwortlicher Redakteur des Amtsblatts für Petershagen/Eggersdorf Das Doppeldorf. In seinem letzten Wohnort Petershagen war er auch Ortschronist und organisierte literarisch-musikalische Veranstaltungen. Er initiierte einen Ost-West-Klub, der sich für die Beseitigung der in den Köpfen weiter existierenden Mauer einsetzt, und schrieb Beiträge für die Märkische Oderzeitung. Er starb nach schwerer Krankheit.
Riegenring war mit Katharina Riegenring, vormals Leiterin des Kreisamts Strausberg, verheiratet.

## Ehrungen
- Ehrenmitglied des Märkischen Kulturbunds Strausberg
- 1999 Brandenburger Satirepreis

## Selbstreflexion
„Das ist wieder mal so eine Geschichte, die ich selbst kaum glauben würde, würde ich sie nicht selbst erzählen.“

## Buchpublikationen
- Das Mädchen mit den weißen Höschen und andere Überraschungen. Eulenspiegel-Verlag, Berlin, 1962
- Wegen Renovierung geöffnet. Heitere Bilder und Geschichten. Eulenspiegel-Verlag, Berlin 1986 (mit Gerhard Vontra)
- Kleines Präludium. Verlag Lied der Zeit, Berlin, 1988
- Das Mädchen aus der Dose. Heitere Kurzgeschichten, Aphorismen, Anekdoten, Lebensweisheiten. Findling, Buch- und Zeitschriften-Verlag, Neuenhagen 2001

### Texte in Sammelveröffentlichungen
- Geschichten. Eulenspiegel-Verlag, Berlin, 1967
- So lachte man in der DDR. Ein Vortragsbuch. Eulenspiegel-Verlag, Berlin 1999, ISBN 3-359-00961-4, ISBN 978-3-359-00961-0
- Heinz Seydel (Hrsg.): Alles Unsinn. Deutsche Ulk- und Scherzdichtung von ehedem ... Eulenspiegel-Verlag, Berlin 2000, ISBN 3-359-01401-4, ISBN 978-3-359-01401-0
- Thomas Heubner: Alles Trabi, oder was? Ein Lach- und Sachbuch rund ums Auto. Eulenspiegel-Verlag, Berlin 2005, ISBN 3-359-01619-X, ISBN 978-3-359-01619-9